# Championnats d'Afrique de cross-country 2016
Navigation
Kampala 2014 Chlef 2018
Les 4es Championnats d'Afrique de cross-country ont lieu le 12 mars 2016 à Yaoundé, au Cameroun.

## Compétition
Les Championnats d'Afrique de cross-country comprennent quatre épreuves au total. Les distances varient en fonction de la catégorie (Seniors, Juniors) et du sexe (Hommes, Femmes).
| Catégorie | Hommes | Femmes |
| --------- | ------ | ------ |
| Seniors   | 10 km  | 8 km   |
| Juniors   | 8 km   | 6 km   |

## Résultats

### Seniors
| Épreuves           | Or                         | Argent                       | Bronze                    |
| ------------------ | -------------------------- | ---------------------------- | ------------------------- |
| Individuel hommes  | James Rungaru 26 min 34 s  | Phillip Kipyeko 26 min 35 s  | Charles Yosei 26 min 46 s |
| Par équipes hommes | Kenya 13 pts               | Ouganda 30 pts               | Éthiopie 41 pts           |
| Individuel femmes  | Alice Nawowuna 29 min 52 s | Sheila Chepkirui 30 min 44 s | Beatrice Mutai 31 min 8 s |
| Par équipes femmes | Kenya 11 pts               | Éthiopie 33 pts              | Afrique du Sud 65 pts     |

## Nations participantes
Le Rwanda prévoit de prendre part à ces Championnats.